# Emma Rigby
Emma Catherine Rigby (Merseyside, 26 settembre 1989) è un'attrice britannica.
È nota per avere interpretato il ruolo di Hannah Ashworth nella soap opera Hollyoaks e il ruolo della Regina Rossa in C'era una volta nel Paese delle Meraviglie.

## Biografia e carriera
Emma è nata e cresciuta a St Helens (Merseyside). Suo padre è Steven Rigby e ha una sorella maggiore di nome Charlotte. Inizia a prendere lezioni di danza a quattro anni. Da adolescente frequenta la 'De La Salle High School' in St Helens. Nonostante alterni la scuola alla carriera, Rigby riceve nove A nei suoi esami GCSE.
Rigby studia recitazione dall'età di 9 anni  e inizia a lavorare come attrice e modella a partire dai 12 anni. Nel 2005 ottiene popolarità quando entra a far parte del cast principale di Hollyoakes, una celebre soap opera britannica trasmessa dal 1995 su E4. Per la sua interpretazione dell'anoressica Hannah Ashworth Rigby vince il premio come Migliore Attrice ai British Soap Awards 2008. Dopo la sua decisione di lasciare la serie per intraprendere una carriera più varia, Rigby si aggiunge ad una agenzia statunitense e continua a lavorare come attrice nel piccolo e grande schermo. Le sue più note interpretazioni sono nelle serie Prisoners' Wives, C'era una volta nel Paese delle Meraviglie (nel ruolo della Regina Rossa)  e nei film Medicus e Plastic.
Nel 2013 compare nel video musicale Tonight I'm Alive della rock band The Union.

### Vita privata
Dal 2008 al 2009 Rigby ha avuto una relazione con il calciatore Matthew Mills.

## Filmografia parziale

### Cinema
- Medicus (Der Medicus), regia di Philipp Stölzl (2013)
- The Counselor - Il procuratore (The Counselor), regia di Ridley Scott (2013)
- Un amore senza fine (Endless Love) (2014)
- Plastic, regia di Julian Gilbey (2014)
- Un Natale da Cenerentola (A Cinderella Christmas), regia di T.Musk (2016)
- The Power, regia di Corinna Faith (2021)

### Televisione
- Born and Bred – serie TV, episodio 2x8 (2003)
- Hollyoaks – serial TV, 196 puntate (2005-2010)
- Becoming Human – webserie, 5 episodi (2011)
- Fresh Meat – serie TV, episodio 1x01 (2011)
- Prisoners' Wives – serie TV, 6 episodi (2012)
- Ripper Street – serie TV, episodio 1x04 (2013)
- C'era una volta nel Paese delle Meraviglie (Once Upon a Time in Wonderland) – serie TV, 13 episodi (2013-2014)
- Delitti in Paradiso (Death in Paradise) – serie TV, episodio 5x01 (2016)
- Bulletproof – serie TV, episodi 1x01-1x02 (2018)
- Make Me Famous, regia di Peter King – film TV (2020)

## Premi e candidature
| Anno | Evento              | Film/TV   | Categoria                           | Risultato       |
| ---- | ------------------- | --------- | ----------------------------------- | --------------- |
| 2008 | British Soap Awards | Hollyoaks | Migliore storyline                  | Candidato/a     |
| 2008 | British Soap Awards | Hollyoaks | Migliore interpretazione drammatica | Candidato/a     |
| 2008 | British Soap Awards | Hollyoaks | Migliore Attrice                    | Vincitore/trice |
| 2009 | British Soap Awards | Hollyoaks | Personaggio femminile più sexy      | Candidato/a     |
| 2009 | TV Quick Award      | Hollyoaks | Migliore attrice soap               | Candidato/a     |

## Doppiatrici italiane
Nelle versioni in italiano dei suoi lavori, Emma Rigby è stata doppiata da:
- Elena Perino in C'era una volta nel Paese delle Meraviglie, Un amore senza fine, Bulletproof
- Eleonora Reti in Un Natale da Cenerentola
- Benedetta Ponticelli in Medicus